# 18460 Pecková
18460 Pecková là một tiểu hành tinh vành đai chính với chu kỳ quỹ đạo là 1486.7112790 ngày (4.07 năm).
Nó được phát hiện ngày 5 tháng 8 năm 1995 và được đặt tên sau tên Czech mezzo-soprano Dagmar Pecková.